# Tafraout, Médéa
Tafraout là một đô thị thuộc tỉnh Médéa, Algérie. Dân số thời điểm năm 2002 là 7.722 người.